# Glasgow's miles better
Glasgow's miles better  (en français : Glasgow est bien meilleure) est le nom d'une campagne publicitaire lancée dans les années 1980, destinée à promouvoir et à changer l'image de la ville de Glasgow.

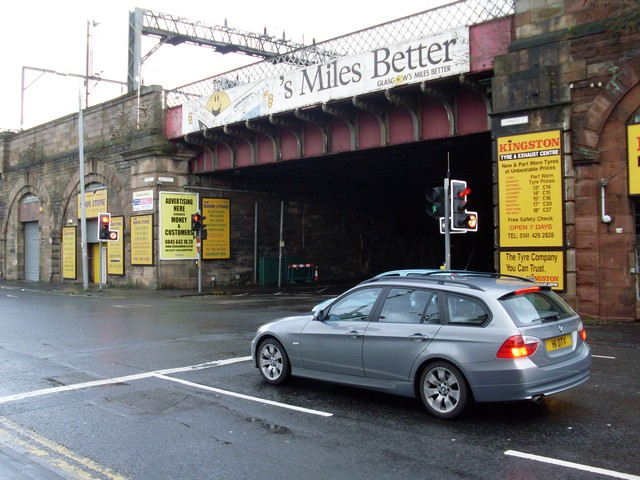
Affiche de la campagne Glasgow's miles better.

Développée par le publicitaire John Struthers, la campagne, devenue iconique, est constituée du texte « Glasgow's Miles Better » associé au personnage de Mr Happy (M. Heureux). Elle est aujourd'hui considérée comme l’une des tentatives les plus anciennes et les plus réussies de changer positivement l'image une ville.

## Contexte
Fortement meurtrie par la désindustrialisation, la ville de Glasgow souffre dans les années 1970 d'une mauvaise réputation, vue comme pauvre, polluée et mal-famée.
Au début des années 1980, impressionné par la campagne I Love New York, Michael Kelly, le maire de Glasgow, contacte le publicitaire John Struthers afin de lancer une campagne de communication en vue de rendre positive l'image de la ville.

## Impact de la campagne
En 1983 est lancée la campagne Glasgow's Miles Better, qui, malgré un budget limité, connaît un grand succès.
Bien que l'impact de la campagne soit difficile à quantifier, la décennie 1980 est synonyme de régénération pour Glasgow, qui accueille en 1988 le Festival international de jardins et en 1990 Capitale européenne de la culture.